# Adarnases
Adarnases (persa: آذرنرسه) fou un rei sassànida de Pèrsia de breu regnat. A la mort del seu pare Ormazd II es va proclamar rei. Els magnats, oposats a la seva successió, es van revoltar i el van assassinar; acusant-lo de crueltat.
El segon fill fou cegat, quedant impossibilitat de regnar, i el tercer, Ormazd, fou empresonat però va escapar més tard a l'Imperi Romà. La successió va recaure en el no nat Sapor II, fill d'una de les dones d'Ormazd (una jueva).
Adarnases és només esmentat en algunes fonts gregues, i alhora les fonts orientals no en fan esment. Encara no s'han trobat cap de les seves monedes. Nikolaus Schindel qüestiona la credibilitat d'aquestes fonts gregues respecte a Adarnases, dient que és probable que ell mai arribés a regnar.